# 自古英雄出少年
《自古英雄出少年》是中華人民共和國一部愛國主義教育动画片，片长百集，每集5分钟，是中国第一部百集系列动画片。1995年由上海美术电影制片厂、上海教育电视台、上海华侨文化交流公司三方联合摄制，同年6月1日起在上海教育电视台播出。1996年5月，該動畫片全部拍攝完畢。該動畫片由达嘉编剧，17位艺术家參與导演。影片讲述的是一百位少年的真实事迹。同年自古英雄出少年获得了中国电影华表奖优秀美术片奖。

## 创作背景
1995年起，中国电影发行公司对美术片不再实行传统购统销的计划经济政策。在这样的形势下，摄制《自古英雄出少年》就是促使中国美术电影进入市场经济的一个重大举措。1995年1月28日，三方联合成立《自古英雄出少年》摄制委员会，3月25日正式开拍，6月1日起在上海教育电视台正式播出。香港TVB翡翠台于1997年7月7日以粤语配音播放，为间场动画。

## 反响
该片播出后受到了中国官方政府的大力支持和褒奖。1995年8月28日，时任中华人民共和国总书记江泽民致信上海美术电影制片厂，指出：
你们选取古今中外著名少年英雄的事迹，拍摄系列动画片，是一件十分有意义的工作。
上海美术电影制片厂原计划1995年完成50集，到1995年底超额完成10集，1996年5月底全部完成。
1995年该片中《识“鬼”少年》、《上书救父》获中国教育电视协会首届优秀节目评选一等奖。1996年9月26日，该片获中宣部主办的第五届精神文明建设“五个一工程”奖。